# Monocentris neozelanicus
Monocentris neozelanicus is een straalvinnige vissensoort uit de familie van denappelvissen (Monocentridae). De wetenschappelijke naam van de soort is, als Cleidopus neozelanicus, voor het eerst geldig gepubliceerd in 1938 door Powell.